# Вуельта Бургоса
Вуельта Бургоса (ісп. Vuelta a Burgos) — багатоденна шосейна велогонка, яка проходить щороку у серпні у провінції провінція Бургос на півночі Іспанії. 

## Історія
Перше змагання відбулося у 1946 році. Переможцем став іспанець Бернардо Капо. У 1947 році переміг теж іспанець Бернардо Руїс. Після цього змагання не проводились до 1981 року. З цього року Вуельта Бургоса проходить щороку. З 2005 року змагання відбувається у рамках серії велогонок UCI Europe Tour.

## Переможці

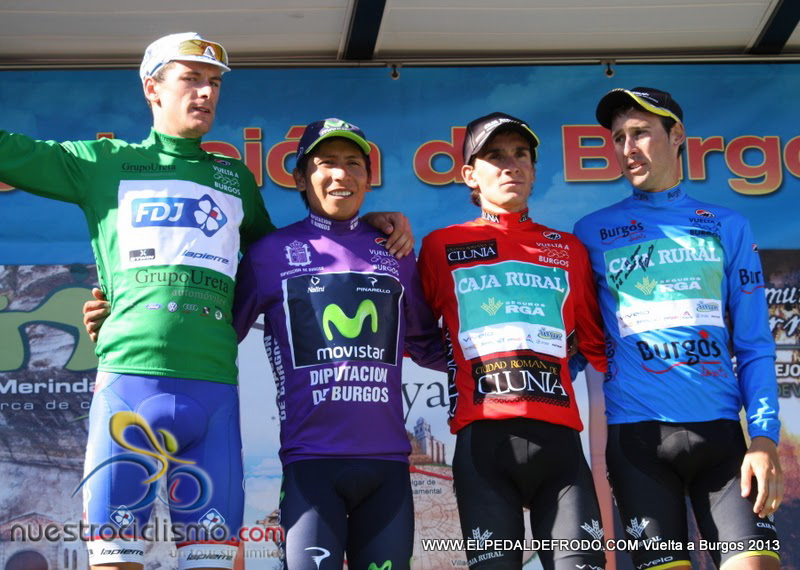
Переможці 2013 року:
Антоні Ру, Наїро Кінтана, Аметс Чуррука и Фабриціо Феррарі

| Рік  | км     | Генеральна класифікація | Гірська класифікація    | Залікова класифікація  |
| 1946 | -      | Бернардо Капо           | Бернардо Капо           | -                      |
| 1947 | -      | Бернардо Руїс           | Мігель Гал              | -                      |
| 1981 | -      | Фаустіно Руперес        | Педро Муньос            | Еулаліо Гарсія         |
| 1982 | -      | Хосе Луїс Лагія         | Фаліпе Яньєс            | Ісідро Хуарес          |
| 1983 | -      | Анхель де лас Ерас      | Хосе Луїс Лагія         | Селестіно Пріето       |
| 1984 | -      | Федеріко Ечаве          | Хуан Фернандез          | Федеріко Ечаве         |
| 1985 | -      | Хосе Ресіо              | Хесус Родрігес Магро    | Мануель Хорхе Домінгес |
| 1986 | -      | Маріно Лехаретта        | Маріано Санчес Мартінес | Альфонсо Гутьєррес     |
| 1987 | -      | Маріно Лехаретта        | Хесус Родрігес Магро    | Маріно Лехаретта       |
| 1988 | -      | Маріно Лехаретта        | Анхель Оканья           | Маріно Лехаретта       |
| 1989 | -      | Франсіско Антекера      | Педро Муньос            | Ерік Вандераерден      |
| 1990 | -      | Маріно Лехаретта        | Шарль Мотте             | Мігель Індурайн        |
| 1991 | -      | Педро Дельгадо          | Педро Дельгадо          | Штефан Його            |
| 1992 | -      | Алекс Цюллє             | Рауль Алькада           | Лоран Жалабер          |
| 1993 | -      | Лауделіно Кубіно        | Франциск Тесьє          | Ерік Цабель            |
| 1994 | -      | Арманд де лас Квебас    | Роберт Міллар           | Самуеле Счіавіна       |
| 1995 | -      | Лоран Дюфо              | Франсуа Сімон           | Лоран Дюфо             |
| 1996 | -      | Тоні Ромінгер           | Хосе Марія Хіменес      | Нікола Міналі          |
| 1997 | -      | Лоран Жалабер           | Хон Одріосола           | Абрахам Олано          |
| 1998 | 691    | Абрахам Олано           | Хосе Марія Хіменес      | Андрій Чміль           |
| 1999 | 686    | Абрахам Олано           | Стефано Касагранда      | Абрахам Олано          |
| 2000 | 515    | Леонардо Пьєполі        | Леонардо Пьєполі        | Паскаль Жерве          |
| 2001 | 782    | Хуан Мігель Меркадо     | Хосе Луїс Рубьєра       | Оскар Фрейре           |
| 2002 | 682    | Франсиско Мансебо       | Алессандро Бертоліні    | Сальваторе Соммессо    |
| 2003 | 670.4  | Пабло Ластрас           | Дейв Бруйландтс         | Дейв Бруйландтс        |
| 2004 | 633    | Алехандро Вальверде     | Алехандро Вальверде     | Алехандро Вальверде    |
| 2005 | 665.5  | Хуан Карлос Домінгес    | Ліїс Перес Родрігес     | Ігор Астарлоа          |
| 2006 | 671.8  | Іван Майо               | Серджіо Гісальберті     | Карлос Торрент Таррес  |
| 2007 | 632    | Мауріціо Солер          | Василь Кіриєнко         | Алехандро Вальверде    |
| 2008 | 802    | Хав'єр Сандіо           | Хуан Хосе Кобо          | Евген Гутарович        |
| 2009 | 641    | Алехандро Вальверде     | Серафін Мартінес        | Алехандро Вальверде    |
| 2010 | 657    | Самуель Санчес          | Хосе Вісенте Торібіо    | Самуель Санчес         |
| 2011 | 646.6  | Йоакім Родрігес         | Мікель Ланда            | Йоакім Родрігес        |
| 2012 | 775    | Даніель Морено          | Серхіо Парділья         | Даніель Морено         |
| 2013 | 803    | Найро Кінтана           | Амец Чуррука            | Ентоні Ру              |
| 2014 | 619.4  | Найро Кінтана           | Найро Кінтана           | Алексейс Сарамотінс    |
| 2015 | 658    | Рейн Таарамяе           | Фабіо Дуарте            | Даніель Морено         |
| 2016 | 674.72 | Альберто Контадор       | Омар Фрайле             | Данні ван Поппель      |
| 2017 | 771    | Мікель Ланда            | Мікель Ланда            | Мікель Ланда           |